# Federico Bonaventura
Federico Bonaventura, né le 24 août 1555 à Ancône et mort le 25 mars 1602 à Urbino, est un philosophe et humaniste italien.

## Biographie
Federico Bonaventura naquit en 1555 à Ancône, d’une famille distinguée. Son père, officier dans les troupes du duc d’Urbin, commandait le corps que ce prince envoya au secours de Malte, attaquée par les Turcs, et il mourut au retour de cette expédition, en 1565. Le jeune Federico fut recueilli par le cardinal Giulio della Rovere, l’ami de son père, qui lui donna les meilleurs maîtres, et ne négligea rien pour en faire un cavalier accompli. Admis plus tard à la cour du duc d’Urbin, François Marie, il remarqua le goût de ce prince pour les lettres et la philosophie, et s’empressa de renoncer aux jeux et aux exercices de la jeunesse pour s’appliquer entièrement à l’étude des sciences. Doué d’un esprit vif et pénétrant, il apprit seul les éléments de la philosophie, et acquit, en peu de temps, une connaissance approfondie de la langue grecque. Les talents de Federico accrurent encore la bienveillance que lui portait son maître. Chargé de diverses missions près du pape Grégoire XIII et de quelques autres princes d’Italie, il s’en acquitta de manière à prouver, s’il en eût été besoin, que la culture des sciences peut se concilier avec les qualités de l’Homme d'État. Dans les loisirs que lui laissaient ses fonctions, il se retirait à la campagne pour se livrer plus tranquillement à la rédaction des ouvrages qu’il se proposait de publier ; mais son service à la cour l’obligeait d’interrompre ses travaux, ou ne lui permettait pas d’y mettre la dernière main. Le duc d’Urbin, ne voulant pas le contraindre davantage, finit par lui accorder, avec une pension considérable, la permission de vivre dans la retraite. Mais il ne jouit pas longtemps de cette faveur. Attaqué d’une fièvre violente, il succomba le quatrième jour, au mois de mars 1602.

## Œuvres
- De Natura partus octomestris, adversus vulgatam opinionem, Urbino, 1600, petit in-fol. ; Francfort, 1612, même format ; ouvrage rare et plein d’érudition. Les curieux recherchent l’édition originale. L’auteur se propose de prouver qu’un enfant à huit mois naît viable ; mais il entre dans des digressions qui lui font souvent perdre de vue son sujet. La plus intéressante est celle où il établit la légitimité des naissances à dix mois.
- De Hippocratica anni Partitione. — De Monstris. — De Æstu maris. — De Ventis. — De Calore cœli. — De Via lactea. — De Cane rabido. — Parafrasi di Temistio, etc. Ces divers opuscules, imprimés séparément, ont été réunis en 1 volume, Urbino, 1627, in-4°. Federico avait eu le projet de les revoir et de les corriger ; mais il en fut empêché par un ordre du duc, qui le chargeait de composer un traité della Nazione di stato, dont il n’a paru que le 1er livre. Il avait entrepris, avec Magini, un grand ouvrage sur l’astrologie, resté manuscrit. On lui doit encore une bonne édition de l’ouvrage de Ptolémée : Inerrantium stellarum apparitiones, Urbino, 1592, in-4°, et un traité de météorologie, intitulé : Anemologia, sive de causis et signis pluviarum, ventorum, serenitatis et tempestatum, Venise, 1594, in-4°, dans lequel il a recueilli tout ce que les anciens nous ont laissé à cet égard.